# آلن براملی
آلن براملی (انگلیسی: Alan Bromly؛ ‏ ۱۳ سپتامبر ۱۹۱۵ – سپتامبر ۱۹۹۵) کارگردان تلویزیونی، تهیه‌کننده تلویزیونی و بازیگر بود.
از فیلم‌هایی که وی در آن‌ها نقش داشته‌است، می‌توان به ساحره‌گیری، خیابان کورونیشن، دکتر هو و دادگاه جزا اشاره نمود.